# Захаров, Иван Семёнович
Ива́н Семёнович Заха́ров (1754, Санкт-Петербург — 1816, Санкт-Петербург) — российский дворянин, сенатор и писатель.

## Биография
Получил домашнее образование.
С февраля 1766 года определён копиистом при Кабинете Его императорского величества, по канцелярии И. П. Елагина.
В 1770 году — канцелярист. В 1772 — регистратор. В 1774 — коллежский секретарь, перевёлся в Главную дворцовую канцелярию. Литератор. Переводчик. В 1776—1785 годах — секретарь Главной дворцовой канцелярии. В 1781 году — коллежский асессор. В 1785—1791 годах — надворный советник. С 8 августа 1786 — член Российской академии В 1787—1794 годах — один из директоров, в 1788—1791 годах — старший директор Государственного Заёмного банка. С 1794 года — вице-губернатор Могилёвского наместничества. В 1795 году — правящий должность поручика правителя Могилёвского наместничества, состоял также в местной палате общественного призрения, коллежский советник. С 1796 года — Белорусский гражданский губернатор. С 6. января 1797 до 22 апреля 1798 года — Витебский вице-губернатор. С 1797 года — статский советник. С 22 апреля 1798 до 9 августа 1800 года — Астраханский гражданский губернатор. В 1799—1800 годах — действительный статский советник. В 1800 году пожалован в дворянство; отдан под суд Сената, но оправдан. В 1800—1814 годах — тайный советник.
С 25 декабря 1800 года по 1803 год — сенатор, в 1804 году — Сенатор 4-го, в 1806—1808 — 5-го (уголовного) департамента, в 1810—1813 — 2-го отделения 5-го (уголовного) департамента Сената. С 1810 года — почётный член Московского университета. В 1810—1814 годах — член Комитета Вольного экономического общества. Один из организаторов и руководителей. В 1812 году — действительный член второго разряда Беседы любителей российского слова.
Масон. Член «Ложи Муз» с 1773 года, которой руководил И. П. Елагин.

## Литературные труды
Председатель Беседы любителей российской словесности и член Российской академии (1786), напечатал переводы: поэмы Геснера «Авелева смерть» (М., 1780; 2 изд. СПб., 1781); Томаса «Опыт о свойстве, о нравах и разуме женщин в разных веках» (М., 1781); Фенелона, «Странствования Телемака» (СПб., 1786, 1780; 3 изд. 1812); «Путешествие Гумфрия Клинкера» Т. Смоллетта в 3 частях (СПб., 1789) и др., а также оригинальные сочинения: «Усадьбы, или Новый способ селить крестьян и собирать с них помещичьи расходы» (СПб., 1802); «Хозяин Винокур» (СПб., 1808) и т. д.